# Elecciones estatales del Sarre de 1999

Composición del Parlamento Regional del Sarre tras las elecciones de 1999.

Las elecciones para la 12° Legislatura del Landtag de Sarre se celebraron el 5 de septiembre de 1999.

## Resultados
Los resultados fueron:
| Partido | Partido                                       | Votos   | %            | Escaños | %      |
| ------- | --------------------------------------------- | ------- | ------------ | ------- | ------ |
|         | Union Demócrata Cristiana de Alemania (CDU)   | 253,856 | 45.5% (+6.9) | 26 (+5) | 51.0%  |
|         | Partido Socialdemócrata de Alemania (SPD)     | 247,311 | 44.4% (-5.0) | 25 (-2) | 49.0%  |
|         | Alianza 90/Los Verdes (Grüne)                 | 18,106  | 3.2% (-2.3)  | 0 (-3)  | 0.0%   |
|         | Partido Democrático Liberal (FDP)             | 14,259  | 2.6% (+0.5)  | 0 (+0)  | 0.0%   |
|         | Die Republikaner (REP)                        | 7,328   | 1.3% (-0.1)  | 0 (+0)  | 0.0%   |
|         | Partido de las Familias de Alemania (Familie) | 5,623   | 1.0% (+0.5)  | 0 (+0)  | 0.0%   |
| Otros   | Otros                                         | 10,845  | 2.0% (-0.5)  | 0 (+0)  | 0.0%   |
| Total   | Total                                         | 557,337 | 100.0%       | 51      | 100.0% |

## Post-elección
Después de catorce años en el poder, el Partido Socialdemócrata Alemán (SPD) del ministro-presidente Reinhard Klimmt sufrió una derrota muy estrecha por parte de la Unión Demócrata Cristiana de Alemania (CDU), dirigida por Peter Müller, quien fue investido ministro-presidente. La CDU obtuvo la mayoría absoluta en el parlamento, gracias al fracaso de Alianza 90/Los Verdes, que perdió su representación en el Landtag.